# Nicolae Cioroiu
Nicolae Cioroiu (* 1908; † 1974) war ein rumänischer Diplomat.

## Werdegang
Bis 22. Juni 1948 war er Geschäftsträger in Rom.
Vom 11. September 1949 bis Januar 1950 war er Gesandter in Tel Aviv.
Von 13. Juli 1950 bis 1952 war er Ambassador to the Court of St James’s.
Von 1952 bis 1956 war er, nach der Absetzung von Ana Pauker, stellvertretender Außenminister.
Von 1956 bis 1957 war er Botschafter in Peking mit Koakkredition in Hanoi. Von 1957 bis 1961 war er Botschafter in Neu-Delhi. 1971 wurde er Direktor des Historischen Museums der RKP.
1974 fiel der Securitate auf, er würde "inoffizielle Kontakte" mit in Bukarest akkreditierten Diplomaten pflegen oder "unangemessene Bemerkungen" über die Parteiführung machen.